# Nik Zagraniczny
Nikołaj „Nik” Zagraniczny (ros. Николай Заграничный; hebr. ניק זגרניצ'ני; ur. 21 listopada 1969 w Żytomierzu) – izraelski zapaśnik walczący w stylu klasycznym. Olimpijczyk z Barcelony 1992, gdzie zajął jedenaste miejsce w kategorii 48 kg. Czterokrotny uczestnik mistrzostw świata.; ósmy w 1991. Srebrny medalista mistrzostw Europy w 1993 roku.

## Turniej wBarcelonie 1992
| Konkurencja             | Walki              | Walki               | Walki                  | Klas. końcowa |
| Konkurencja             | Przeciwnik I       | Przeciwnik II       | Przeciwnik III         | miejsce       |
| ----------------------- | ------------------ | ------------------- | ---------------------- | ------------- |
| styl klasyczny do 48 kg | Ömer Elmas (TUR) W | Mark Fuller (USA) L | Wilber Sánchez (CUB) L | 11.           |